# Волхов (локомотивное депо)
Ремонтное локомотивное депо Волхов (ТЧЭ-21) — структурное подразделение ОАО РЖД.
ТЧЭ-21 образовано в результате реструктуризации ОАО РЖД при делении локомотивного депо Волховстрой.

## История депо
Паровозное веерное депо на станции Званка построено в 1905 году для производства подъемочного ремонта паровозов Ов, Од, Щ. На тот момент штат рабочих депо составлял 200 человек. До 1919 года депо Званка относилось к Северной железной дороге. С 1919 по 1935 год депо входило в состав Мурманской железной дороги народного Комиссариата путей сообщения СССР.
Техническое перевооружение депо началось в 1920 году. Ежедневно из текущего ремонта выпускалось по 10-12 паровозов. В 1927 году началось строительство ступенчатого депо. С 1935 по 1959 годы основное паровозное депо Волховстрой входит в состав Кировской железной дороги МПС СССР. В годы Великой Отечественной войны было полностью разрушено веерное депо и 4 раза разрушалось ступенчатое депо. Сразу после освобождения ленинградской земли от немецких войск началось восстановление и реконструкция депо. В начале 1945 года был выполнен первый подъемочный ремонт паровозу Ов № 4286. В середине 1960 года депо приступило к подъемочному ремонту паровозов серии П-36.
С 1959 по 1962 годы депо Волховстрой является основным паровозным депо Октябрьской железной дороги. 20 декабря 1962 года был выпущен из подъемочного ремонта последний паровоз.
В 1962 году депо перешло на тепловозную тягу. Предварительно была проведена большая реконструкция цехов и подготовка кадров.
В 1966 году локомотивному депо Волховстрой присвоено звание «предприятие высокой культуры».
С 1962 по 2000 год коллектив депо освоил все виды тепловозной тяги, существовавшие в системе МПС СССР. К концу этого периода уже полным ходом шла электрификация участка Волховстрой — Кошта.

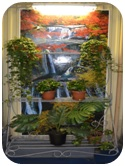
Живой уголок

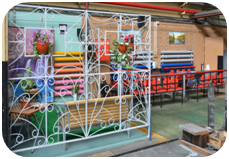
Зона отдыха в электро-машинном цехе